# Rhizopoides yangae
Rhizopoides yangae is een krabbensoort uit de familie van de Pilumnidae. De wetenschappelijke naam van de soort is voor het eerst geldig gepubliceerd in 1985 door Ng.